# Шали (Татарстан)
Шали́ (тат. Шәле) — село в Пестречинском районе Татарстана. Административный центр Шалинского сельского поселения. Окрестности села были обитаемы в эпоху бронзового века и в период Волжской Булгарии. Относилось к селениям Казанского ханства. Население в 1970 году достигало 3455 жителей, на 2023 год оно составляет 2796 человек.

## География

### Географическое положение
Находится в зоне хвойно-широколиственных (смешанных) лесов, в Западном Предкамье, на левом притоке реки Мёша — речке Инеш. Расположено в 43 км по автодорогам к востоку от города Казани, в 20 км к югу — от районного центра — села Пестрецы. Высота над уровнем моря — 85 м.

### Климат
Согласно Классификации климатов Кёппена, климат села классифицируется как Dfb — влажный континентальный климат с тёплым летом. Температура здесь в среднем 4,7 °C. Среднегодовая норма осадков — 652 mm.
| Показатель              | Янв.  | Фев.  | Март | Апр. | Май  | Июнь | Июль | Авг. | Сен. | Окт. | Нояб. | Дек. | Год   |
| ----------------------- | ----- | ----- | ---- | ---- | ---- | ---- | ---- | ---- | ---- | ---- | ----- | ---- | ----- |
| Средняя температура, °C | −10,8 | −10,3 | −4,2 | 5,1  | 13,2 | 17,9 | 19,8 | 17,1 | 11,5 | 4,4  | −3,6  | −8,7 | 4,3   |
| Норма осадков, мм       | 37,9  | 32,9  | 31,0 | 32,3 | 40,4 | 68,5 | 65,7 | 59,8 | 53,2 | 53,6 | 45,2  | 41,7 | 562,2 |
| Источник:               |       |       |      |      |      |      |      |      |      |      |       |      |       |

## История
Окрестности села были обитаемы в эпоху бронзового века и в период Волжской Булгарии, о чём свидетельствуют археологические памятники:
- Шалинская находка I эпохи Бронзового века
- Шалинская находка II золотоордынского периода Волжской Булгарии[9].

Относилось к селениям Казанского ханства. Располагалась в Зюрейской дороге Казанского уезда.
В XVIII — первой половине XIX столетия жители принадлежали сословию государственных крестьян. Население отчасти сложилось из жителей не существующего ныне селения Большие Селенгуши.
Помимо традиционных повсеместных земледелия (сельская община владела 4344 десятинами земли в начале XX века) и скотоводства, обычными занятиями жителей также были перевозка хлеба и дров.
Под названием Cheli деревня отмечена на французской карте 1729 года «Territoire de Casan» (Карта окрестностей Казани). На «Плане генерального межевания Лаишевского уезда 1793 года» населённый пункт обозначен как деревня Большие Шали при овраге Коваль, речке Шалинке и ключе Шалинском.
В «Списке населенных мест по сведениям 1859 года», изданном в 1866 году, населённый пункт упомянут как казённая деревня Шали 2-го стана Лаишевского уезда Казанской губернии. Располагалась при речке Шале, по левую сторону торговой Ногайской дороги, в 40 верстах от уездного города Лаишево и в 46 верстах от становой квартиры в казённом селе Карабаяны (Богородское). В деревне, в 222 дворах жили 1416 человек (679 мужчин и 737 женщин), была мечеть.
По сведениям 1883 года, в бывшей государственной деревне Шали Селенгушской волости Лаишевского уезда Казанской губернии, при речке Шалинке, в 287 дворах жили 1740 человек. Были мечеть, школа, постоялый двор. По сведениям переписи 1897 года, в деревне Шали Лаишевского уезда Казанской губернии жили 2132 человека (1042 мужчины и 1090 женщин), из них 2115 мусульман.
В начале XX века в селе были две мечети и два мектеба. Из хозяйственных построек отмечалось наличие ветряной и двух водяных мельниц, кузницы. Действовали кредитное товарищество, хлебозапасный магазин, шесть мелочных лавок, семь тележно-санных мастерских. По сведениям 1911 года, в деревне Шали Селенгушской волости Лаишевского уезда Казанской губернии жили 2588 человек, татары.
В 1919 году в деревне был образован сельский Совет. В 1925 году была образована коммуна, в 1931 — колхоз имени Мулланура Вахитова. С 1944 по 1950 год он был разделён на три колхоза: им. Г. Тукая, им. М. Вахитова и «Кзыл-Юлдуз». В 1997 году колхоз села был преобразован в сельскохозяйственный производственный кооператив «Шали», который действовал до 2006 года. До 1920 года деревня была в составе Селенгушской волости, входившей в Лаишевский уезд Казанской губернии. С 1920 — Лаишевского, с 14 февраля 1927 — Пестреченской волости Арского кантона Татарской АССР. 10 августа 1930 года, в связи с упразднением кантонного деления в республике, было включено в состав вновь образованного Пестречинского района.

## Население
| 1782  | 1859  | 1883  | 1897  | 1908  | 1911  | 1920  |
| ----- | ----- | ----- | ----- | ----- | ----- | ----- |
| 186   | ↗1416 | ↗1740 | ↗2132 | ↗2562 | ↗2588 | ↗2845 |
| 1926  | 1949  | 1958  | 1970  | 1979  | 1989  | 2002  |
| ↘2538 | ↘2433 | ↗2872 | ↗3455 | ↘3302 | ↘3131 | ↘2953 |
| 2010  | 2020  | 2023  |       |       |       |       |
| ↘2838 | ↗2911 | ↘2796 |       |       |       |       |

В 2023 году в селе насчитывалось 1114 домохозяйств, жили 2796 человек (1435 женщин и 1361 мужчина; 696 детей до 18 лет).
Национальный состав
Национальный состав села — татары. Согласно результатам переписи 2002 года, в национальной структуре населения села татары составляли 100 % из 2953 человек.

## Экономика
В селе действует сельскохозяйственное предприятие — общество с ограниченной ответственностью «Шали-Агро». На территории и вблизи села расположены действующие агропромышленные объекты: машинно-тракторная мастерская, зерноток, три пасеки, три фермы крупного рогатого скота, три склада, летний лагерь для скота, молочная ферма, зерносклад. Функционирует хлебопекарня ООО «Хлеб» и пилорама.
В 2023 году 48 % трудоспособного населения села были заняты за пределами района, 14 % — за пределами поселения, 8 % — в сельском хозяйстве (растениеводство, молочное животноводство), 5 % — индивидуальные предприниматели, самозанятые.

## Транспорт
Вдоль северной окраины села проходит федеральная трасса M7 (E 22) «Волга». К востоку от села к ней примыкает автодорога «Шали — Бавлы» (дублёр федеральной трассы Р239 на участке от М7 до моста через Каму) — часть строящейся автомагистрали транспортного коридора «Западная Европа — Западный Китай».
От Казани (автовокзалы «Центральный», «Восточный») до села существует постоянное автобусное сообщение.

## Инфраструктура
Образование
В селе с 1917 года действует средняя школа имени Сафина Ф. А., а с 2014 — детский сад. Имеется начальная школа.
Здравоохранение
С 1966 года в селе располагается врачебная амбулатория . Помимо врачебной амбулатории медицинское обслуживание населения осуществляет Пестречинская районная больница. Имеется аптека. С 2016 года работает участковый ветеринарный пункт.
Прочие объекты
В селе действуют почтовое отделение, отделение Сбербанка, магазины общей торговой площадью 403 м²., два кладбища общей площадью 13,49 га. Общая площадь села — 448,9 га. В селе 29 улиц.
Село газифицировано и электрифицировано. Водоснабжение осуществляется из подземных источников при помощи артезианских скважин и водонапорных башен. Протяжённость сетей водопровода составляет 30,0 км. Сетями водоснабжения охвачено 81 % территории. Централизованная канализация отсутствует. Население пользуется септиками или выгребными ямами. Отопление индивидуальной и общественной застройки осуществляется от локальных источников теплоснабжения, работающих на газе.

## Культура
В селе четыре творческих коллектива:
- детский фольклорный ансамбль «Чабата»
- хореографический коллектив «Ялкын»
- народный фольклорный ансамбль «Зубаржат»
- театральный коллектив «тат. Шәле таңнары» (Шалинские рассветы)

С 1927 года действует сельская библиотека, а с 1984 — сельский дом культуры.

## Религия
В селе находятся две местные мусульманские религиозные организации — сельские приходы Духовного управления мусульман Республики Татарстан. Действуют мечеть «Марзия», мечеть «Захир» (с 2012 г.) с музеем Корана (с 2017 г.), медресе «Гайнетдин».
Сохранилась деревянная мечеть, построенная в 1895 году. Утраченный минарет был восстановлен в 1989 году. Является памятником культовой архитектуры в традициях народного зодчества.

## Известные люди
- Равиль Гайнутдин (р. 1959) — шейх, председатель президиума Духовного управления мусульман РФ, председатель Совета муфтиев России
- К. А. Каримов (р. 1950) — писатель, лауреат Государственной премии Республики Татарстан им. Г. Тукая
- М. Ш. Шайхиева (1920—2003) — советская работница сельского хозяйства, Герой Социалистического Труда